# Saison 2014-2015 du Raja Club Athletic
Maillots
Chronologie
Saison précédente Saison suivante
La saison 2014-2015 du Raja Club Athletic est la 66e de l'histoire du club depuis sa fondation le 20 mars 1949. Elle fait suite à la saison 2013-2014 dans laquelle le Raja s'est classé 2e en championnat, et s'est incliné lors de deux finales, une en Coupe du Trône et l'autre en Coupe du monde des clubs de la FIFA.
Abdelhak Benchikha commence sa première saison en tant qu'entraîneur du Raja. En cours de saison, il est remplacé par José Romão puis par Fathi Jamal.
L'équipe est par engagé au titre de cette saison dans trois compétitions officielles : le Championnat du Maroc, la Coupe du Trône, la Ligue des champions de la CAF, et la Coupe de la CAF.
Le meilleur buteur de la saison est Abdelilah Hafidi avec 9 buts inscrits toutes compétitions confondues, tandis que le meilleur passeur est Yassine Salhi avec 5 passes décisives.

## Résumé de la saison dernière
Le Raja CA a terminé la saison dernière vice-champion de la Botola et finaliste de la Coupe du Trône puis finaliste de la Coupe du monde des clubs de la FIFA 2013, qui a perdu sa finale face au Bayern Munich.

## Avant-saison

### Transferts

#### Été
| Nom                     | Nationalité         | Poste     | Forme          | Provenance/Destination     | Division                                        |
| Arrivées                |                     |           |                |                            |                                                 |
| Mohamed Boujad          | Maroc               | Gardien   | Retour du prêt | Chabab Rif Al Hoceima      | Botola Pro 1                                    |
| Hicham El Allouch       | Maroc               | Gardien   | Transfert      | Olympique de Khouribga     | Botola Pro 1                                    |
| Ahmed Chagou            | Maroc               | Défenseur | Transfert      | Difaâ d'El Jadida          | Botola Pro 1                                    |
| Abdeljalil Jbira        | Maroc               | Défenseur | Transfert      | Kawkab de Marrakech        | Botola Pro 1                                    |
| Said Fattah             | Maroc               | Milieu    | Transfert      | Wydad de Casablanca        | Botola Pro 1                                    |
| Mohammed Ali Bemammer   | Maroc               | Milieu    | Transfert      | Maghreb de Fès             | Botola Pro 1                                    |
| Youssef El Gnaoui       | Maroc               | Milieu    | Transfert      | AS de Salé                 | Botola Pro 1                                    |
| Salaheddine Aqqal       | Maroc               | Milieu    | Transfert      | Far de Rabat               | Botola Pro 1                                    |
| Jawad Issine            | Maroc               | Attaquant | Transfert      | Wydad de Casablanca        | Botola Pro 1                                    |
| Yahia Kébé              | Burkina Faso        | Attaquant | Transfert      | Al Kharitiyath Sports Club | Championnat du Qatar de football                |
| Lys Mouithys            | République du Congo | Attaquant | Transfert      | Ankara Spor Kulübü         | Championnat de Turquie de football              |
| Départs                 |                     |           |                |                            |                                                 |
| Mohsine Moutouali       | Maroc               | Milieu    | Transfert      | Al-Wakrah SC               | Championnat du Qatar de football                |
| Issam Raki              | Maroc               | Milieu    | Transfert      | Emirates Club              | Championnat des Émirats arabes unis de football |
| Ismail Koucham          | Maroc               | Milieu    | Transfert      | Kawkab de Marrakech        | Botola Pro 1                                    |
| Yassine Karine          | Maroc               | Milieu    | Transfert      | Kawkab de Marrakech        | Botola Pro 1                                    |
| Yassine El Had          | Maroc               | Gardien   | Transfert      | Chabab Rif Al Hoceima      | Botola Pro 1                                    |
| Mouhcine Iajour         | Maroc               | Attaquant | Transfert      | Moghreb de Tétouan         | Botola Pro 1                                    |
| Mohamed Amine El Aqmari | Maroc               | Milieu    | Prêt           | Renaissance de Berkane     | Botola Pro 1                                    |
| Idrissa Coulibaly       | Mali                | Défenseur | Prêt (2 ans)   | Hassania Agadir            | Botola Pro 1                                    |
| Marouane Zemmama        | Maroc               | Milieu    | Libre          | -                          | -                                               |

#### Hivernal
| Nom                  | Nationalité         | Poste     | Forme         | Provenance/Destination | Division                                        |
| Arrivées             |                     |           |               |                        |                                                 |
| Christian Osaguona   | Nigeria             | Attaquant | Transfert     | Enugu Rangers          | Globacom Premier League                         |
| Paul Moussa Bakayoko | Côte d'Ivoire       | Milieu    | Transfert     | USC Bassam             | Ligue 1                                         |
| Départs              |                     |           |               |                        |                                                 |
| Said Fettah          | Maroc               | Milieu    | Prêt (6 mois) | Al Ittihad Kalba SC    | Championnat des Émirats arabes unis de football |
| Brahim Zaari         | Pays-Bas            | Gardien   | libre         | libre                  | libre                                           |
| Yahia Kébé           | Burkina Faso        | Attaquant | libre         | libre                  | libre                                           |
| Ismail Benlamaalem   | Maroc               | Défenseur | Prêt          | Al-Wakrah SC           | Championnat du Qatar de football                |
| Lys Mouithys         | République du Congo | Attaquant | libre         | libre                  | libre                                           |

### Matchs amicaux de préparation
RCD Espanyol de Barcelona, Algeciras CF, Córdoba CF, Elche CF et Al Ain Club  sont les principaux matchs amicaux d'avant-saison.
| Date       | Num     | Adversaire   | Lieu                           | Score | Buteurs                | Passeurs              |
| ---------- | ------- | ------------ | ------------------------------ | ----- | ---------------------- | --------------------- |
| 26/07/2014 | Match 1 | RCD Espagnol | Stade Mohamed V, Casablanca    | 1-1   | Ismaïl Benlamaalem 35e | Youssef El Gnaoui 35e |
| 02/08/2014 | Match 2 | Algeciras CF | Stade Nuevo Mirador, Algésiras | 1-0   | Youssef El Gnaoui 81e  |                       |
| 06/08/2014 | Match 3 | Córdoba CF   | Stade Nuevo Arcángel, Córdoba  | 2-0   |                        |                       |
| 09/08/2014 | Match 4 | Elche CF     | Stade Martínez Valero, Elche   | 2-1   | Abdelilah Hafidi 47e   | Vianney Mabidé 47e    |

## Botola
| Date              | No. | Adversaire     | Lieu | Résultat | Buteurs pour le Raja                                                       | Affluence |
| MATCHS ALLER      |     |                |      |          |                                                                            |           |
| 23 août 2014      | 1   | MAT Tétouan    | Ext. | 1 - 1    | Abdelilah Hafidi 34e                                                       | -         |
| 14 septembre 2014 | 2   | IZK Khémisset  | Dom. | 1 - 0    | Adil Kerrouchi 69e (pen.)                                                  | -         |
| 21 septembre 2014 | 3   | FAR Rabat      | Dom. | 2 - 1    | Vianney Mabidé 21e , Samir Zekroumi 44e (csc)                              | -         |
| 27 septembre 2014 | 4   | DHJ El Jadida  | Ext. | 3 - 0    |                                                                            | -         |
| 19 octobre 2014   | 5   | OCS Safi       | Dom. | 2 - 0    | Adil Kerrouchi 5e (pen.) Lys Mouithys 62e                                  | -         |
| 25 octobre 2014   | 6   | HUSA Agadir    | Ext. | 5 - 3    | Lys Mouithys 9e 11e, Mohssine Achir 88e (csc)                              | -         |
| 31 octobre 2014   | 7   | OCK Khouribga  | Dom. | 0 - 0    |                                                                            | -         |
| 8 novembre 2014   | 8   | KAC Kénitra    | Ext. | 1 - 0    |                                                                            | -         |
| 23 novembre 2014  | 9   | MAS Fès        | Dom. | 1 - 1    | Abdelilah Hafidi 41e                                                       | -         |
| 30 novembre 2014  | 10  | WAC Casablanca | Ext. | 2 - 1    | Hicham El Amrani 69e (csc)                                                 | -         |
| 7 décembre 2014   | 11  | FUS Rabat      | Dom. | 1 - 0    | Abdelilah Hafidi 23e                                                       | -         |
| 14 décembre 2014  | 12  | KACM Marrakech | Ext. | 1 - 2    | Vianney Mabidé 41e Salaheddine Aqqal 67e                                   | -         |
| 19 décembre 2014  | 13  | CRA Hoceima    | Dom. | 4 - 1    | Abdelilah Hafidi 12e 50e Salaheddine Aqqal 22e Mohammed Ali Bemammer 80e   | -         |
| 28 décembre 2014  | 14  | RSB Berkane    | Ext. | 1 - 1    | Hamza Abourazzouk 68e                                                      | -         |
| 3 janvier 2015    | 15  | CAK Khénifra   | Dom. | 3 - 0    | Vianney Mabidé 14e Adil Kerrouchi 30e Abdelilah Hafidi 90+4e               | -         |
| MATCHS RETOUR     |     |                |      |          |                                                                            |           |
| 25 janvier 2015   | 16  | MAT Tétouan    | Dom. | 0 - 1    |                                                                            | -         |
| 1 février 2015    | 17  | IZK Khémisset  | Ext. | 0 - 3    | Hamza Abourazzouk 35e Abdelilah Hafidi 64e (pen.) Christian Osaguona 90+2e | -         |
| 7 février 2015    | 18  | FAR Rabat      | Ext. | 1 - 1    | Hamza Abourazzouk 28e                                                      | -         |
| 18 février 2015   | 19  | DHJ El Jadida  | Dom. | 0 - 1    |                                                                            | -         |
| 22 février 2015   | 20  | OCS Safi       | Ext. | 1 - 1    | Saad Ait Khorsa 12e (csc)                                                  | -         |
| 7 mars 2015       | 21  | OCK Khouribga  | Ext. | 0 - 1    | Abdeljalil Jbira 90+4e                                                     | -         |
| 22 mars 2015      | 22  | MAS Fès        | Ext. | 2 - 1    | Yassine Salhi 11e                                                          | -         |
| 25 mars 2015      | 23  | HUSA Agadir    | Dom. | 1 - 2    | Hamza Abourazzouk 86e                                                      | -         |
| 11 avril 2015     | 24  | WAC Casablanca | Dom. | 2 - 2    | Christian Osaguona 63e Salaheddine Aqqal 90+2e                             | -         |
| 14 avril 2015     | 25  | KAC Kénitra    | Dom. | 0 - 0    |                                                                            | -         |
| 25 avril 2015     | 26  | KACM Marrakech | Dom. | 1 - 1    | Yassine Salhi 38e                                                          | -         |
| 7 mai 2015        | 27  | FUS Rabat      | Ext. | 2 - 2    | Abdelilah Hafidi 19e Kouko Guehi 58e                                       | -         |
| 10 mai 2015       | 28  | CRA Hoceima    | Ext. | 2 - 1    | Paul Moussa Bakayoko 73e                                                   | -         |
| 19 mai 2015       | 29  | RSB Berkane    | Dom. | 1 - 1    | Abdeljalil Jbira 15e                                                       | -         |
| 23 mai 2015       | 30  | CAK Khénifra   | Ext. | 1 - 0    |                                                                            | -         |

## Coupe du Trône
| Date       | Tour                  | Adversaire    | Lieu                        | Score | Buteurs                                                      |
| ---------- | --------------------- | ------------- | --------------------------- | ----- | ------------------------------------------------------------ |
| 28/08/2014 | 1/16e Finale (aller)  | CRB Bernoussi | Stade Mohamed V, Casablanca | 5-0   | Yahia Kébé 2e 19e 21e Salaheddine Aqqal 10e Jawad Issine 52e |
| 31/08/2014 | 1/16e Finale (retour) | CRB Bernoussi | Stade Mohamed V, Casablanca | 0-2   | Vianney Mabidé 17e 47e                                       |
| 17/09/2014 | 1/8e (aller)          | FAR Rabat     | Stade Mohamed V, Casablanca | 0-1   |                                                              |
| 24/09/2014 | 1/8e (retour)         | FAR Rabat     | Stade du FUS, Rabat         | 3-2   | Lys Mouithys 28e Adil Kerrouchi 58e                          |

## Ligue des champions de la CAF 2015
| Date       | Tour                       | Adversaire        | Lieu                                       | Score          | Buteurs                                            |
| ---------- | -------------------------- | ----------------- | ------------------------------------------ | -------------- | -------------------------------------------------- |
| 13/02/2015 | Tour préliminaire (aller)  | CSM Diables Noirs | Stade Mohamed V, Casablanca                | 4-0            | Kouko 10e Osaguona 70e Kerrouchi 90+1e Jbira 90+3e |
| 01/03/2015 | Tour préliminaire (retour) | CSM Diables Noirs | Stade Alphonse-Massamba-Débat, Brazzaville | 2-2            | Vianney Mabidé 40e Christian Osaguona 65e          |
| 14/03/2015 | 1/16 finale (aller)        | Kaizer Chiefs FC  | FNB Stadium, Johannesburg                  | 0-1            | Christian Osaguona 6e                              |
| 05/04/2015 | 1/16 finale (retour)       | Kaizer Chiefs FC  | Stade Mohamed V, Casablanca                | 2-0            | Christian Osaguona 87e 90e                         |
| 19/04/2015 | 1/8 finale (aller)         | ES Sétif          | Stade Mohamed V, Casablanca                | 2-2            | Yassine Salhi 50e Adil Kerrouchi 74e (pen.)        |
| 05/04/2015 | 1/8 finale (retour)        | ES Sétif          | Stade du 8-Mai-1945, Sétif                 | 2-2(t.a.b 4-1) | Abdelilah Hafidi 58e Adil Kerrouchi 90+3e (pen.)   |

## Coupe de la CAF 2015
| Date       | Tour              | Adversaire | Lieu                              | Score | Buteurs                                        |
| ---------- | ----------------- | ---------- | --------------------------------- | ----- | ---------------------------------------------- |
| 16/05/2015 | Barrages (aller)  | ES Sahel   | Stade Mohamed V, Casablanca       | 2-0   | Abdelkabir El Ouadi 22e Christian Osaguona 45e |
| 07/06/2015 | Barrages (retour) | ES Sahel   | Stade Olympique de Sousse, Sousse | 3-0   |                                                |

## Encadrement technique
Le Raja est la première équipe au Maroc qui a commencé son encadrement technique. Ce dernier a eu lieu en Espagne, en Autriche et à la ville d'El Jadida au Maroc.

## Statistiques

### Statistiques collectives
| Compétition               | Débute au tour    | Termine     | Matches joués | Gagnés | Nuls | Perdus | Buts pour | Buts contre | Différence |
| ------------------------- | ----------------- | ----------- | ------------- | ------ | ---- | ------ | --------- | ----------- | ---------- |
| Botola                    | 1re Journée       | 30e Journée | 30            | 9      | 11   | 10     | 37        | 34          | +3         |
| Coupe du Trône            | 1/8 finale        | 1/8 finale  | 4             | 2      | 0    | 2      | 9         | 4           | +5         |
| Ligue des champions       | Tour préliminaire | 1/8 finale  | 6             | 3      | 3    | 0      | 13        | 6           | +7         |
| Coupe de la confédération | Barrages          | Barrages    | 2             | 1      | 0    | 1      | 2         | 3           | -1         |
| Total                     | Total             | Total       | 42            | 15     | 14   | 13     | 61        | 47          | +14        |

### Statistiques des buteurs
| Place           | Nom                         | Botola | Coupe du Trône | Ligue des champions de la CAF | Coupe de la confédération | Total des buts |
| 1               | Abdelilah Hafidi            | 8      | -              | 1                             | -                         | 9              |
| 2               | Christian Osaguona Ighodaro | 2      | -              | 5                             | 1                         | 8              |
| 3               | Adil Kerrouchi              | 3      | 1              | 3                             | -                         | 7              |
| 4               | Vianney Mabidé              | 3      | 2              | 1                             | -                         | 6              |
| 5               | Lys Mouithys                | 3      | 1              | -                             | -                         | 4              |
| 5               | Salaheddine Aqqal           | 3      | 1              | -                             | -                         | 4              |
| 5               | Hamza Abourazzouk           | 4      | -              | -                             | -                         | 4              |
| 8               | Yassine Salhi               | 2      | -              | 1                             | -                         | 3              |
| 8               | Yahia Kébé                  | -      | 3              | -                             | -                         | 3              |
| 8               | Abdeljalil Jbira            | 2      | -              | 1                             | -                         | 3              |
| 11              | Kouko Guehi                 | 1      | -              | 1                             | -                         | 2              |
| 12              | Jawad Issine                | -      | 1              | -                             | -                         | 1              |
| 12              | Mohammed Ali Bemammer       | 1      | -              | -                             | -                         | 1              |
| 12              | A bdelkabir El Ouadi        | -      | -              | -                             | 1                         | 1              |
| 12              | Paul Moussa Bakayoko        | 1      | -              | -                             | -                         | 1              |
| Contre son camp | Contre son camp             | 4      | -              | -                             | -                         | 4              |
| Total des buts  | Total des buts              | 37     | 9              | 13                            | 2                         | 61             |

### Statistiques des passeurs
| Place            | Nom                         | Botola | Coupe du Trône | Ligue des champions de la CAF | Coupe de la confédération | Total des passes |
| 1                | Yassine Salhi               | 3      | -              | 1                             | 1                         | 5                |
| 1                | Salaheddine Aqqal           | 3      | 2              | -                             | -                         | 5                |
| 3                | Adil Kerrouchi              | 3      | 1              | -                             | -                         | 4                |
| 3                | Abdelilah Hafidi            | 2      | -              | 2                             | -                         | 4                |
| 5                | Youssef El Gnaoui           | 1      | 1              | 1                             | -                         | 3                |
| 6                | Zakaria El Hachimi          | 1      | 1              | -                             | -                         | 2                |
| 6                | Vianney Mabidé              | 1      | 1              | -                             | -                         | 2                |
| 6                | Lys Mouithys                | 2      | -              | -                             | -                         | 2                |
| 6                | Hamza Abourazzouk           | 2      | -              | -                             | -                         | 2                |
| 6                | Yahia Kébé                  | -      | 2              | -                             | -                         | 2                |
| 11               | Christian Osaguona Ighodaro | 1      | -              | -                             | -                         | 1                |
| 11               | Kouko Guehi                 | 1      | -              | -                             | -                         | 1                |
| 11               | Jawad Issine                | -      | -              | 1                             | -                         | 1                |
| 11               | Anouar El Ghaouta           | 1      | -              | -                             | -                         | 1                |
| Total des passes | Total des passes            | 21     | 8              | 5                             | 1                         | 35               |

## Équipe réserve et jeunes

### Centre de formation
Le 31 mai 2015, les équipes U19 et U17 du Raja CA ont chacune remporté leurs championnats nationaux respectifs

## Annexe
1. ↑  Atlasinfo, « Le Raja de Casablanca fait match nul avec l'Espagnol de Barcelone (1-1) », sur Atlasinfo.fr: l'essentiel de l'actualité de la France et du Maghreb (consulté le 17 octobre 2019)
2. ↑  « RESUME MATCH : RAJA CASABLANCA 1-0 ALGECIRAS CF - HD » (consulté le 17 octobre 2019)
3. ↑  « Cordoba-Raja Casablanca 2-0 » (consulté le 17 octobre 2019)
4. ↑  « LES BUTS DU MATCH : ELCHE 2-1 RAJA » (consulté le 17 octobre 2019)
5. ↑  Seule la nationalité sportive est indiquée. Un joueur peut avoir plusieurs nationalités mais n'a le droit de jouer que pour une seule sélection nationale.
6. ↑  Seule la sélection la plus importante est indiquée.
7. ↑  « Raja Casablanca  5-0 Rachad Bernoussi  / Coupe du Trône 2013/2014 », sur www.footballdatabase.eu (consulté le 17 octobre 2019)
8. ↑  « Rachad Bernoussi  0-2 Raja Casablanca  / Coupe du Trône 2013/2014 », sur www.footballdatabase.eu (consulté le 17 octobre 2019)
9. ↑  « Raja Casablanca  0-1 FAR Rabat  / Coupe du Trône 2013/2014 », sur www.footballdatabase.eu (consulté le 17 octobre 2019)
10. ↑  « FAR Rabat  3-2 Raja Casablanca  / Coupe du Trône 2013/2014 », sur www.footballdatabase.eu (consulté le 17 octobre 2019)
11. ↑  « Raja Casablanca  4-0 Diables Noirs  / CAF Champions League 2015 », sur www.footballdatabase.eu (consulté le 17 octobre 2019)
12. ↑  « Diables Noirs  2-2 Raja Casablanca  / CAF Champions League 2015 », sur www.footballdatabase.eu (consulté le 17 octobre 2019)
13. ↑  « Kaizer Chiefs  0-1 Raja Casablanca  / CAF Champions League 2015 », sur www.footballdatabase.eu (consulté le 17 octobre 2019)
14. ↑  « Raja Casablanca  2-0 Kaizer Chiefs  / CAF Champions League 2015 », sur www.footballdatabase.eu (consulté le 17 octobre 2019)
15. ↑  « Raja Casablanca  2-2 ES Sétif  / CAF Champions League 2015 », sur www.footballdatabase.eu (consulté le 17 octobre 2019)
16. ↑  « ES Sétif  2-2 Raja Casablanca  / CAF Champions League 2015 », sur www.footballdatabase.eu (consulté le 17 octobre 2019)
17. ↑  « Raja Casablanca  2-0 Etoile du Sahel  / Coupe de la Confédération 2015 », sur www.footballdatabase.eu (consulté le 17 octobre 2019)
18. ↑  « Etoile du Sahel  3-0 Raja Casablanca  / Coupe de la Confédération 2015 », sur www.footballdatabase.eu (consulté le 17 octobre 2019)